# Мадхубани
Мадхубани (англ. Madhubani) — город в северной части штата Бихар, Индия. Административный центр округа Мадхубани.

## География
Абсолютная высота — 55 метров над уровнем моря. Расположен примерно в 168 км от административного центра штата, города Патна и в 26 км к северо-востоку от города Дарбханга, недалеко от границы с Непалом.

## Население
По данным на 2013 год численность населения составляет 83 010 человек.
Динамика численности населения города по годам:
| 1991   | 2001   | 2013   |
| ------ | ------ | ------ |
| 53 747 | 66 340 | 83 010 |